# Río Higuerillas
El río Higuerillas o quebrada Higuerillas es un curso natural de agua que nace en la cordillera de la Costa en la Región de Coquimbo, fluye en dirección general sur y desemboca en el embalse Recoleta al este de Ovalle.

## Trayecto
El río nace en el portezuelo Vallecito en la cordillera andina y fluye con dirección general sur hasta desembocar en el embalse Recoleta.

## Caudal y régimen
El Caudal del río es escaso y seco.

## Historia
Luis Risopatrón lo describe en su Diccionario Jeográfico de Chile de 1924 como una quebrada:: 239 
Higuerita (Quebrada de la) 30° 27' 70° 07’. De corta estensión, corre hacia el S, se encorva al SE i desemboca en la márjen N de la parte inferior del valle de Hurtado, a corta distancia al SW de la aldea de Recoleta. 118, p. 172; 129; 134; i 156; i de Higuerillas en 62, II, p. 284.